# Jan Klimak
Jan Klimak (řecky Ἰωάννης τῆς Κλίμακος, zvaný též Jan Sinaita nebo Jan Lestvičník, data jeho narození a úmrtí jsou nejasná) byl mnich a později opat v klášteře sv. Kateřiny na hoře Sinaji na přelomu 6. a 7. století. Je považován za jednoho z východních církevních otců. Je jako světec uctíván katolickou i pravoslavnou církví. Je považován za jednoho z otců hesychasmu.

## Život
Datum Janova narození není přesně známo. Hlavním pramenem informací o jeho životě je spis Daniela z El-Tor Život a komentář církevního historika Nikefora Kalixta Ksantopula k Janovu spisu Žebřík do ráje. Podle tohoto pramene se narodil v Konstantinopoli. Od 16 let žil v klášteře sv. Kateřiny na Sinaji. Zde vynikl velkou poslušností vůči představeným, která šla až tak daleko, že budil dojem, že nemá žádnou vlastní vůli. Po čtyřech letech života v klášteře se uchýlil jako poustevník do jeskyně a prožil takto čtyřicet let. Během této doby konal pokání a bojoval s démony. Do kláštera docházel pouze na soboty a neděle, aby se mohl zúčastnit společných bohoslužeb místních mnichů. Poté byl zvolen v klášteře sv. Kateřiny opatem (igumenem). Řídil komunitu po čtyři roky. Posledních několik let svého života prožil opět z vlastní vůle jako poustevník. Zemřel 30. března v rozmezí let 595–680.

## Dílo
- Žebřík do ráje (v originále Κλίμαξ) – jedno ze zásadních děl hesychasmu, česky Ióannés Klimakos. Nebeský žebřík. Překlad Alena Sarkissian. Červený Kostelec: Pavel Mervart, 2015. 256 s. (Pro Oriente : dědictví křesťanského Východu; sv. 32). ISBN 978-80-7465-125-0.
- Traktát o povinnostech řeholního představeného
- Pastýřské poučení

### Nebeský žebřík

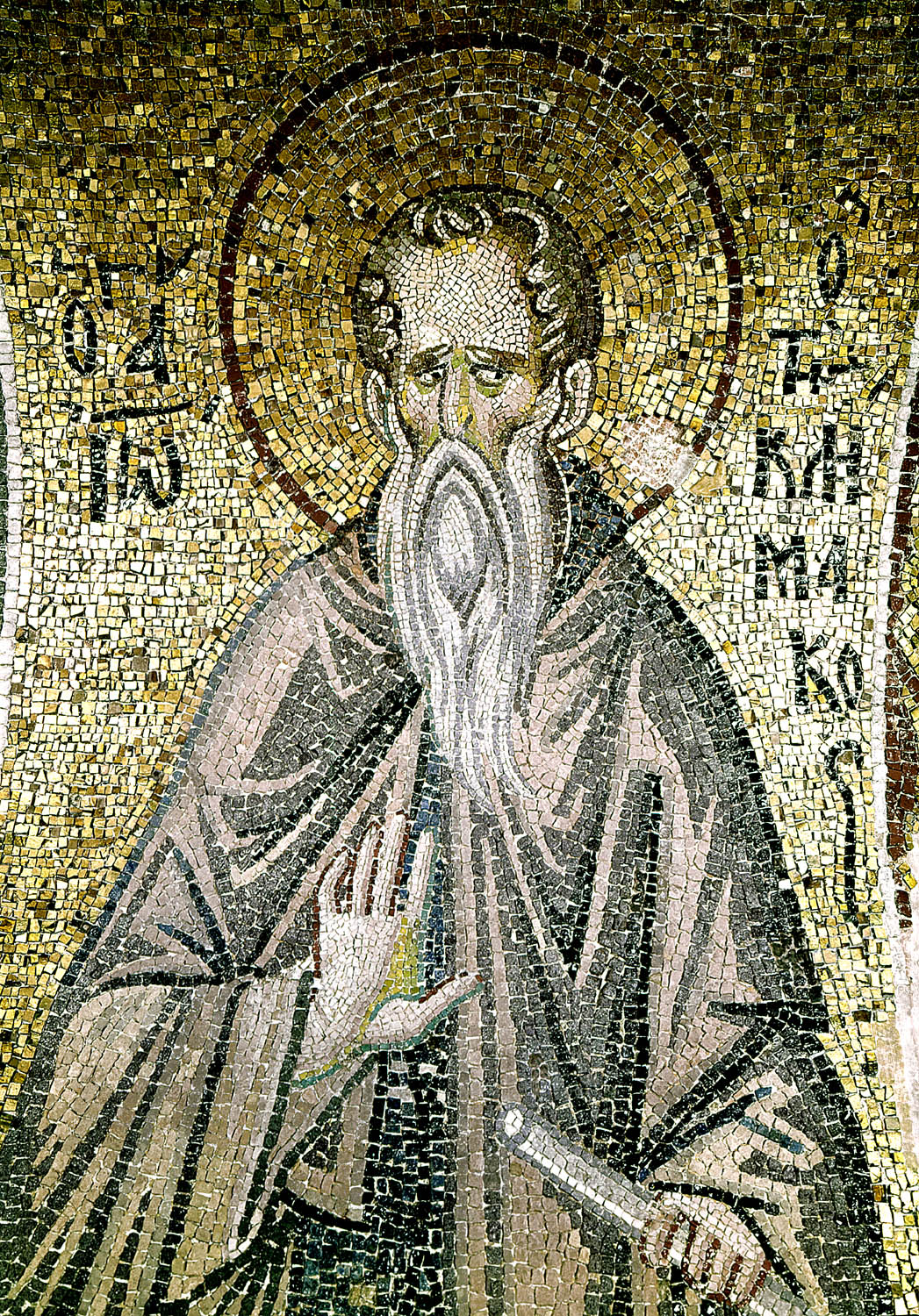
Kostel Pammakaristos (mešita Fethiye), pareklésion, mozaika, východní oblouk, jižní podhled, svatý Jan Klimak – Istanbul, Turecko

Janův Nebeský žebřík pojednává o třiceti stupních duchovního vzestupu do ráje: první tři stupně popisují odloučení se od světa, čtvrtý až sedmý stupeň mluví o poslušnosti, pokání, pamatování na smrt a radostném žalu; osmý až dvacátý šestý stupeň popisuje boj s vášněmi, z toho stupeň dvacátý čtvrtý až dvacátý šestý pojednává o nejvyšších ctnostech; stupeň dvacátý sedmý až třicátý pojednává o kontemplaci, modlitbě, osvobození od vášní, o víře, naději a lásce.

#### Stupně
1. Zříci se světského života
2. O potlačení sklonu k vášním čili o zbavení se stesku po světě
3. Dobrovolný exil
4. O blažené a věčné poslušnosti
5. O pokání
6. Pamatování na smrt
7. O radostném žalu
8. O pokoji a mírnosti
9. O zášti
10. O pomluvě
11. O zbytečných řečech a mlčení
12. O lži
13. O omrzelosti
14. O obžerství
15. O čistotě
16. O hamižnosti
17. O chudobě
18. O necitelnosti
19. O spánku, modlitbě a zpěvu žalmů ve společenství
20. O bdění
21. O nemužném strachu
22. O ješitnosti
23. O pýše
24. O tichosti, pokoře, nepřítomnosti zloby a špatnosti
25. O pokoře
26. O schopnosti rozlišovat myšlenky, vášně a ctnosti
27. O posvátném klidu těla a duše (tedy o hésychii)
28. O modlitbě
29. Osvobození od vášní
30. O víře, naději a lásce[1]